# NANNO Singles II
『NANNO Singles II』（ナンノシングルズツー）は南野陽子2枚目のベスト・アルバム。1991年1月1日にCBS・ソニーから発売された。規格品番はCSCL-1618。

## 解説
1988年リリース『NANNO Singles』に続く、2枚目のシングルコレクションアルバム。12枚目のシングル「あなたを愛したい」から前年発売・20枚目のシングル「KISSしてロンリネス」まで9枚のシングル楽曲に加え、3枚の両A面シングルのもう1曲がアルバムに初収録となった。
「へんなの!!」はボーカルテイクが異なるバージョンで収録されている。

## 収録曲
| #         | タイトル                        | 作詞         | 作曲       | 編曲      | 時間  |
| --------- | ------------------------------- | ------------ | ---------- | --------- | ----- |
| 1.        | 「あなたを愛したい」            | 田口俊       | 萩田光雄   | 萩田光雄  | 4:58  |
| 2.        | 「秋からも、そばにいて」        | 小倉めぐみ   | 伊藤玉城   | 萩田光男  | 4:36  |
| 3.        | 「涙はどこへいったの」          | 康珍化       | 柴矢俊彦   | 萩田光男  | 4:37  |
| 4.        | 「トラブル・メーカー」          | 南野陽子     | 木戸泰弘   | 萩田光男  | 4:01  |
| 5.        | 「瞳のなかの未来」              | 田口俊       | 上田知華   | 萩田光男  | 4:06  |
| 6.        | 「フィルムの向こう側」          | 飛鳥涼       | 飛鳥涼     | 佐藤準    | 5:31  |
| 7.        | 「ダブルゲーム」                | 荒木とよひさ | 三木たかし | 若草恵    | 4:17  |
| 8.        | 「へんなの!!」                  | 谷穂ちろる   | 柴矢俊彦   | 柴矢俊彦  | 4:11  |
| 9.        | 「思い出を思い出さないように」  | 小倉めぐみ   | 重久義明   | 重久義明  | 4:30  |
| 10.       | 「耳をすましてごらん」          | 山田太一     | 湯浅譲二   | 若草恵    | 3:35  |
| 11.       | 「思いのままに（New Version）」 | 平出よしかつ | 亀井登志夫 | 萩田光男  | 5:49  |
| 12.       | 「KISSしてロンリネス」          | 亜蘭知子     | 織田哲郎   | 明石昌夫  | 4:09  |
| 合計時間: | 合計時間:                       | 合計時間:    | 合計時間:  | 合計時間: | 54:20 |